# Фараджабад (Зарандіє)
Фараджабад (перс. فرج اباد) — село в Ірані, у дегестані Рудшур, в Центральному бахші, шахрестані Зарандіє остану Марказі. За даними перепису 2006 року, його населення становило 97 осіб, що проживали у складі 28 сімей.

## Клімат
Середня річна температура становить 16,58°C, середня максимальна – 35,68°C, а середня мінімальна – -6,00°C. Середня річна кількість опадів – 231 мм.
| Клімат поселення                              | Клімат поселення | Клімат поселення | Клімат поселення | Клімат поселення | Клімат поселення | Клімат поселення | Клімат поселення | Клімат поселення | Клімат поселення | Клімат поселення | Клімат поселення | Клімат поселення | Клімат поселення |
| Показник                                      | Січ.             | Лют.             | Бер.             | Квіт.            | Трав.            | Черв.            | Лип.             | Серп.            | Вер.             | Жовт.            | Лист.            | Груд.            |                  |
| Середній максимум, °C                         | 11,10            | 13,90            | 18,38            | 25,06            | 30,10            | 35,00            | 35,68            | 34,84            | 30,73            | 24,13            | 17,56            | 11,11            |                  |
| Середня температура, °C                       | 2,55             | 5,35             | 9,82             | 16,52            | 21,54            | 26,46            | 29,46            | 28,63            | 24,50            | 17,90            | 11,32            | 4,88             |                  |
| Середній мінімум, °C                          | −6               | −3,2             | 1,27             | 7,97             | 13,00            | 17,90            | 23,24            | 22,40            | 18,28            | 11,69            | 5,10             | −1,35            |                  |
| Норма опадів, мм                              | 34               | 33               | 41               | 28               | 20               | 4                | 1                | 1                | 1                | 14               | 22               | 32               |                  |
| Середньомісячна швидкість вітру, м/с          | 1.46             | 2.10             | 2.61             | 3.08             | 2.90             | 2.80             | 2.90             | 2.74             | 2.30             | 2.15             | 1.82             | 1.60             |                  |
| Середньомісячна сонячна радіація, кДж/м²·день | 9351             | 12096            | 14627            | 18184            | 22188            | 26064            | 25740            | 23551            | 20002            | 14777            | 10980            | 8917             |                  |
| --------------------------------------------- | ---------------- | ---------------- | ---------------- | ---------------- | ---------------- | ---------------- | ---------------- | ---------------- | ---------------- | ---------------- | ---------------- | ---------------- | ---------------- |
| Джерело:                                      |                  |                  |                  |                  |                  |                  |                  |                  |                  |                  |                  |                  |                  |